# هولیان لوکی
هولیان لوکی (انگلیسی: Houlihan Lokey) شرکت خدمات مالی آمریکایی است، که در سال ۱۹۷۲ تأسیس شد.